# Mario Amadeo
Mario Octavio Amadeo French (11 de enero de 1911-19 de marzo de 1983) fue un diplomático, escritor, y político nacionalista argentino, que fue Canciller durante la presidencia de facto de Eduardo Lonardi, duró en el cargo 49 días hasta que fue desplazado y encarcelado por el gobierno de Pedro Eugenio Aramburu tras un golpe interno que desplazó a Lonardi. También representó a su país en Naciones Unidas y Brasil.

## Orígenes
Nacido en Buenos Aires, Amadeo estudió filosofía y por un tiempo se dedicó a actividades académicas en esa área. Durante la década de 1930 el joven Amadeo se asoció estrechamente con la tendencia anti-liberal y se inspiró en autores del conservadurismo católico como Léon Bloy, Charles Péguy, Jacques Maritain, G. K. Chesterton, Hilaire Belloc, Giovanni Papini y Ramiro de Maeztu. Por eso perteneció a un grupo de autores y políticos de derecha que incluyó a Carlos Ibarguren, Manuel Gálvez, Juan Carulla, Ernesto Palacio, Máximo Etchecopar y los hermanos Rodolfo y Julio Irazusta. Fue presidente y fundador del Ateneo de la República, un club secreto y elitista activo en la década de 1940 y acusado de fascismo (por sus oponentes), que contaba entre sus miembros a varios ministros del gobierno nacional. Estuvo entre los que fundaron la Acción Católica Argentina en 1931, y también fundó el diario El Baluarte. Amadeo tuvo una gran influencia ideológica por parte de Ramiro de Maeztu y la revista Hispanidad: promovía un tradicionalismo antidemocrático basado en el corporativismo y el nacionalismo económico, tratando de minimizar la influencia de los capitales extranjeros y las multinacionales en la vida común de los argentinos.
Durante la Segunda Guerra Mundial Amadeo se asoció con un sector de la política argentina que simpatizaba con las potencias del Eje. Por eso el llamado 'Libro Azul sobre la Argentina' del Departamento de Estado de los Estados Unidos listaba a  Amadeo como un «colaborador de confianza» de la SD alemana. Amadeo era cercano a Juan Carlos Goyeneche, quien viajaba frecuentemente a la Alemania Nazi durante la Segunda Guerra Mundial, y era Amadeo quien intermediaba las comunicaciones entre Goyeneche y el canciller Enrique Ruiz Guiñazú. Según un grupo de autores judíos, en su subsiguiente carrera como embajador ante las Naciones Unidas el demostraría nuevamente sus simpatías por el nazismo cuando cuestionó al estado de Israel por secuestrar y asesinar a Adolf Eichmann.

## Peronismo
Amadeo fue parte del «gobierno de unidad» que instauró el general Lonardi presidente de facto durante la dictadura autotitulada Revolución Libertadora: cuando el 25 de septiembre, fue designado ministro de Relaciones Exteriores. Él manifestó que para algunos antiperonistas la desperonización era equivalente al “exterminio de ratas”, el cual, en otras palabras, incluía una “pequeña dosis de reeducación y una gran dosis de ‘leña’”. Frase dicha en el marco de la persecución y el encarcelamiento de adversarios políticos por parte de la dictadura de Lonardi.
Su experiencia fue breve y terminó cuando el régimen de Lonardi fue depuesto a su vez por el general Pedro Aramburu el 13 de noviembre. Amadeo era parte del nacionalismo católico, compuesto además por Carulla, los Irazusta, el ministro de trabajo Luis Cerruti Costa, y el cuñado del presidente de facto, Clemente Villada Achaval. Amadeo quiso posicionarse dentro de las tradiciones conservadoras de Juan Manuel de Rosas y aseveró que el Peronismo que él había apoyado, en parte también representaba a esas tradiciones. Porque él al principio había permanecido leal a Perón, de hecho le salvó la vida el 19 de septiembre de 1955, cuando el derrocado líder se resbaló en la nave que lo iba a llevar a Paraguay y se hubiera ahogado si Amadeo no lo ayudaba. A pesar de esto Amadeo más tarde lo criticaría por utilizar a la clase obrera como base de su gobierno, en vez de utilizar un recurso más caro a los nacionalistas, las «jerarquías naturales». Contra esto Ernesto Sabato publicó una carta abierta dirigida a Amadeo, La otra cara del peronismo, en la que, sin negar su propia oposición a Perón, Sabato pedía menos hostilidad contra los militantes peronistas de clase baja.
El dictador Lonardi, ante fuertes planteos militares, fue desplazado de su cargo tras negarse a pedir la renuncia a sus colaboradores nacionalistas, entre ellos el canciller Amadeo, afirmando que los había elegido por sus méritos, independientemente de su ideología, al asumir el dictador Pedro Eugenio Aramburu tras el golpe interno a Lonardi, Amadeo, como otros ministros, fue detenido bajo una falsa acusación de conspirar contra el gobierno dictatorial.
Para las elecciones de la Asamblea General General Constituyente de 1957, y las legislativas de 1958, Amadeo lideró su propio partido, la Unión Federal Democrática Crisitiana. No consiguió apoyo popular. Fue un fundador del capítulo argentino del movimiento Tradición, Familia y Propiedad fundado en Brasil en 1960 por Plinio Corrêa de Oliveira.

## Naciones Unidas

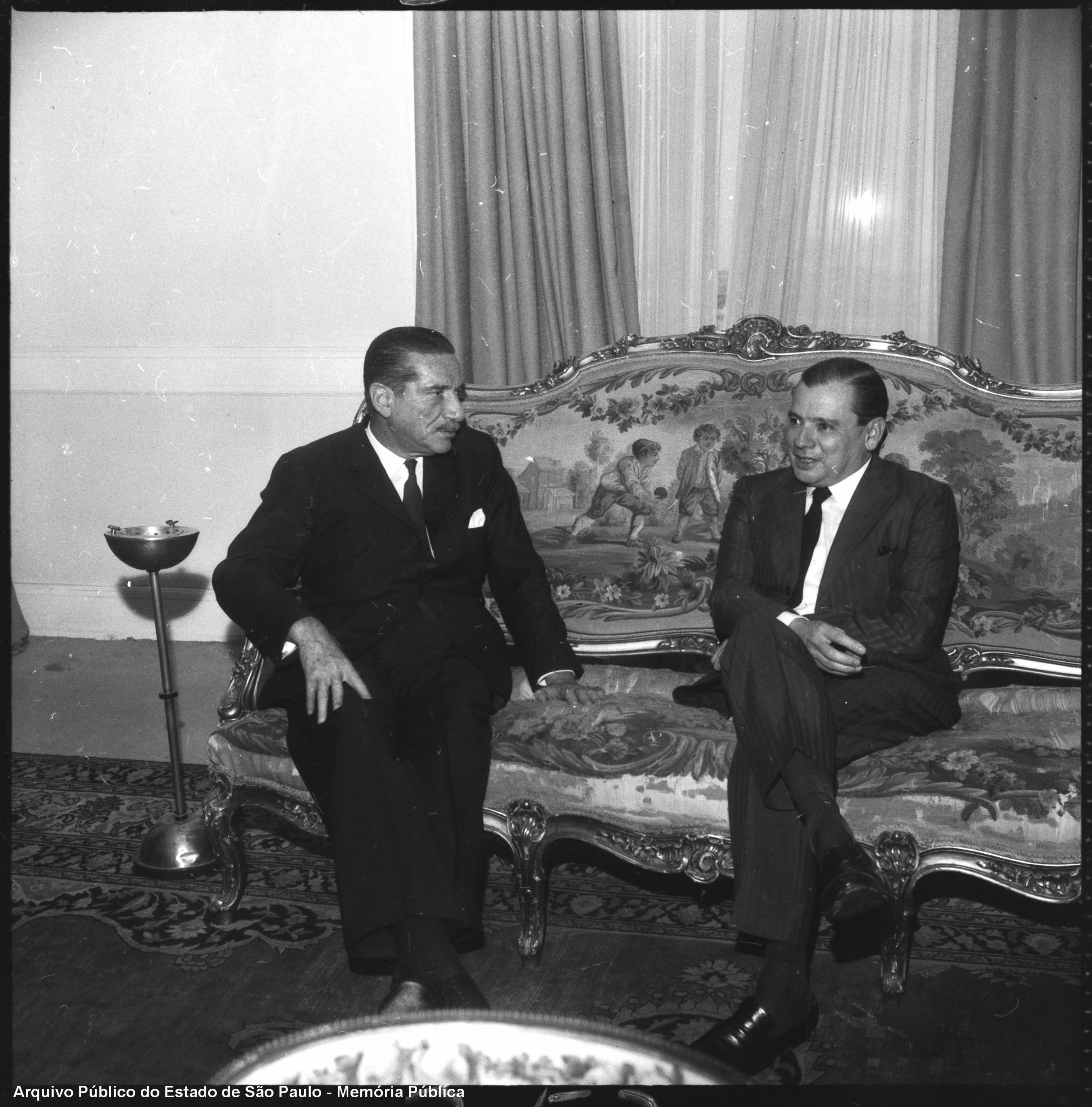
Mario Amadeo y Abreu Sodré, gobernador del Estado de São Paulo, 1967.

Tras su fracasado intento de liderar un movimiento político, Amadeo tuvo una larga carrera en las Naciones Unidas, en una gran cantidad de puestos como el primer vicepresidente de la Comisión del Espacio de las Naciones Unidas.
Fue representante permanente de Argentina entre 1958 y 1962. En el cargo, fue acompañado por sus consejeros, Carlos Ortiz de Rozas, Raúl Alberto Quijano y Leopoldo Tettamanti. En ese período, en mayo de 1959 fue Presidente del Consejo de Seguridad de las Naciones Unidas. Con el derrocamiento de Arturo Frondizi, Amadeo renuncia al cargo, quedando Lucio García del Solar como encargado de negocios ad interim hasta 1966. Posteriormente, entre 1966 y 1969 fue embajador argentino en Brasil.
Amadeo colaboró en la redacción de la ley 22068 que modificaba el régimen de ausencia con presunción de fallecimiento del Código Civil y permitía que a pedido de un familiar o del agente fiscal se declarara fallecido a los efectos patrimoniales a cualquiera que hubiese estado desaparecido durante 90 días. En 1979 reconoció que las prisiones argentinas eran de baja calidad, pero argumentó que las desapariciones habían terminado y que desapariciones similares también eran comunes en Nueva York.